# Kangalakoppa, Tirthahalli
Kangalakoppa là một làng thuộc tehsil Tirthahalli, huyện Shimoga, bang Karnataka, Ấn Độ.